# Khövsgöl
Khövsgöl (em mongol:  Хөвсгөл) é uma província da Mongólia. Sua capital é Mörön.

## Gallery

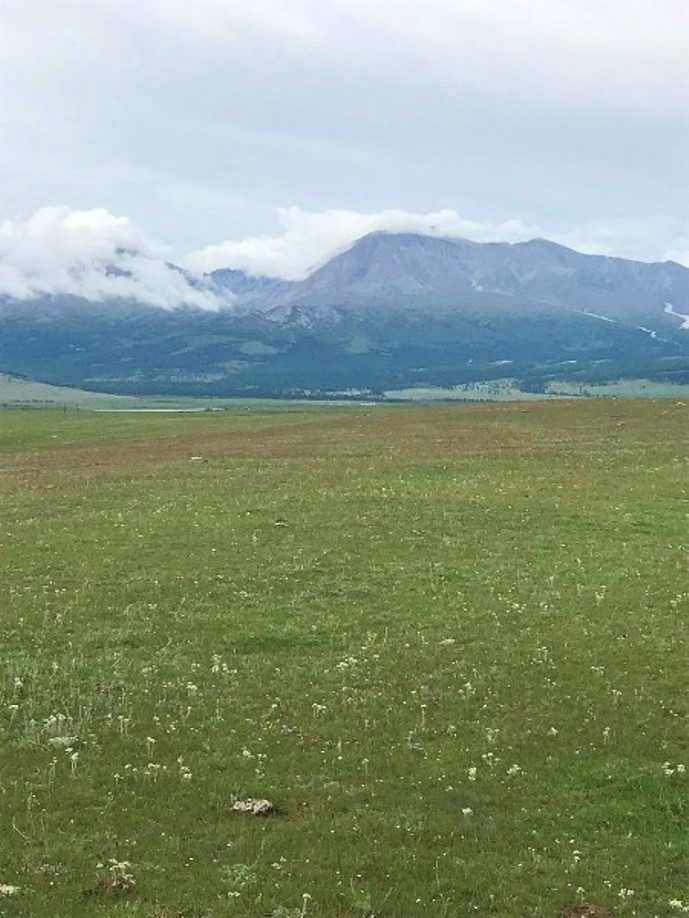
Paisagem da província
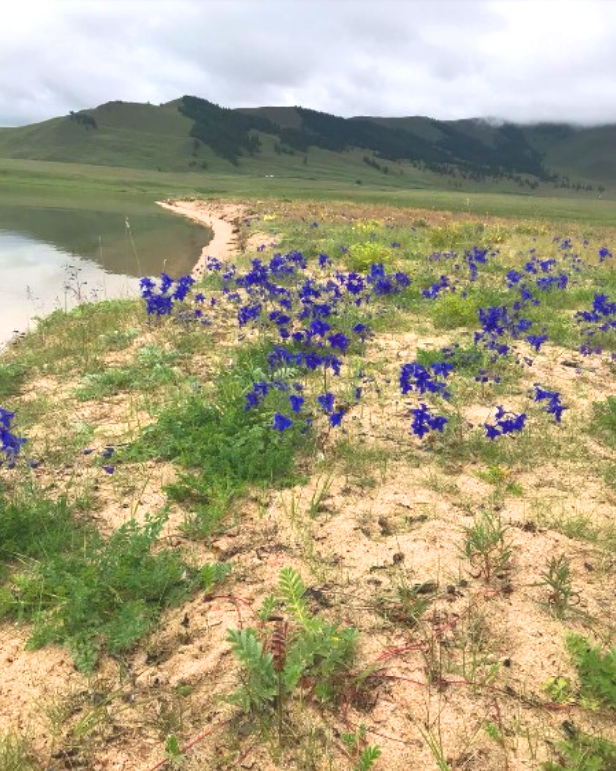
Flora estepe da província
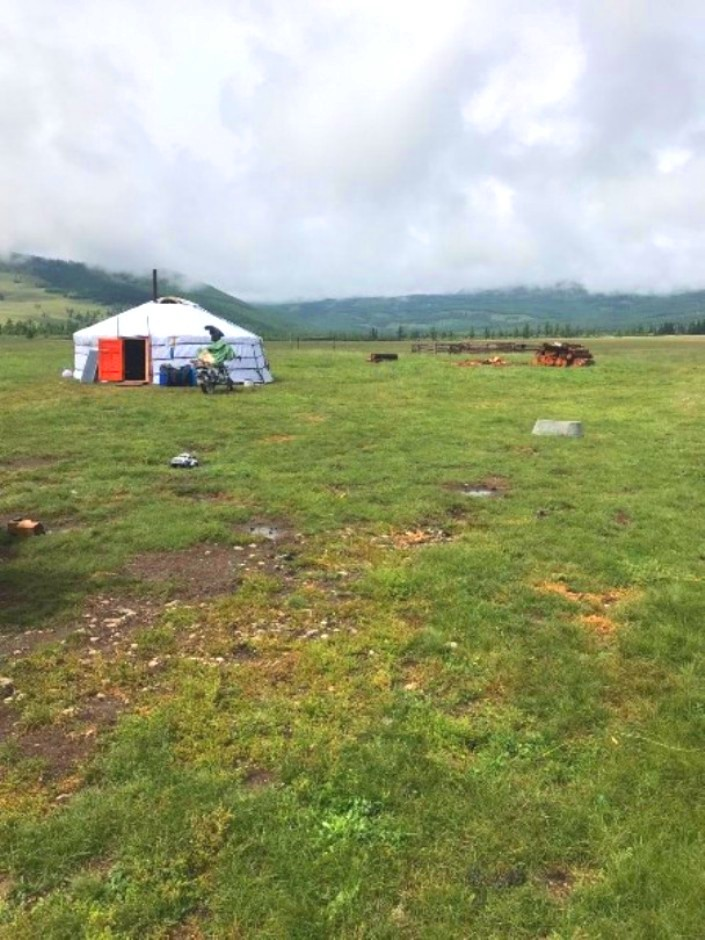
Tartaruga nômade
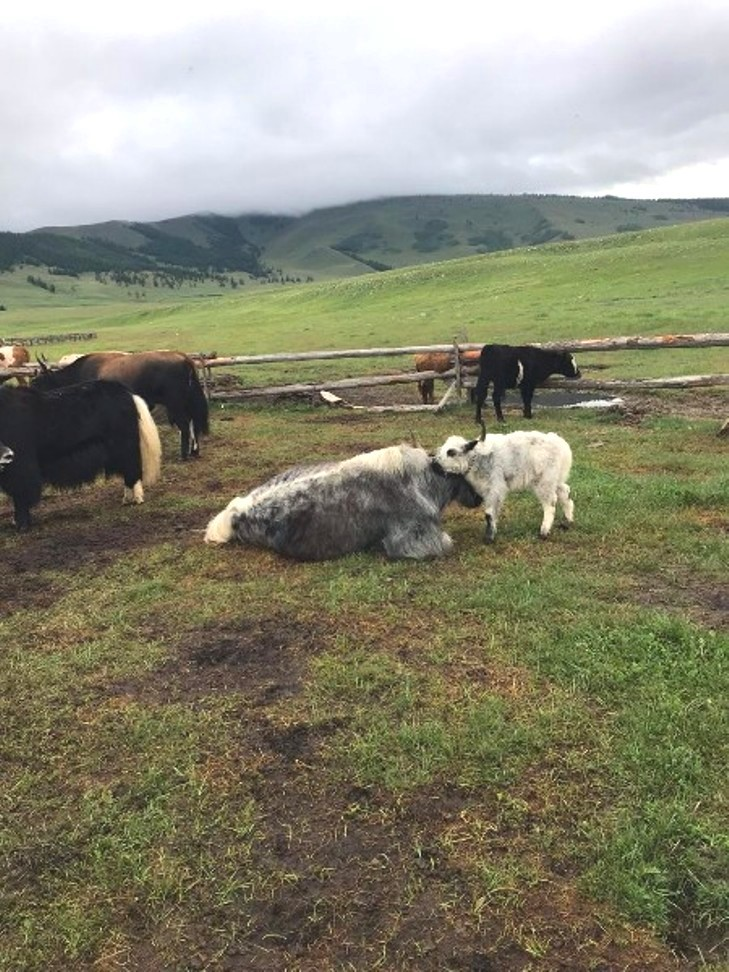
Gado nômade